# Kociss, l'eroe indiano
Kociss, l'eroe indiano (The Battle at Apache Pass) è un film western in Technicolor del 1952 diretto da George Sherman. È il sequel di L'amante indiana (Broken Arrow) di Delmer Daves (1950).

## Trama
Nel 1862, mentre la Guerra civile infuria negli Stati del sud-est, il sud-ovest è lontano dalle linee di battaglia, ma nel Territorio del Nuovo Messico i buoni rapporti tra il comandante di Fort Buchanan, il Maggiore Colton, e il capo Apache Chiricahua Kociss sono minacciati dall'arrivo del venale agente governativo Baylor e del suo altrettanto disonesto scout Mescal Jack. In violazione dei trattati esistenti, Baylor progetta di reinsediare gli Apache nella riserva di San Carlos e quando Geronimo, il capo degli Apache Mogollon rivali, attacca la diligenza di Tucson e uccide donne e bambini, Baylor minaccia di trasportare anche i Chiricahua a San Carlos. Di fronte a Colton e Baylor, Kociss convoca un consiglio di anziani Apache, che votano per l'esilio di Geronimo, il quale deve anche rinunciare a una delle prigioniere della diligenza, la maestra Mary.
Dopo aver assicurato alla moglie incinta Nona che il suo interesse per la giovane e attraente maestra non è romantico, Kociss porta Mary a Fort Buchanan e la affida al Maggiore Colton, dicendogli che sarebbe un'ottima moglie. Allo stesso tempo, Baylor e Jack complottano con Geronimo per incastrare Kociss per l'attacco di Geronimo a un ranch. Durante l'inchiesta di Colton sull'attacco, al suo subordinato, il tenente Bascom, viene promessa da Baylor una promozione per aver salvato il ragazzo rapito durante l'attacco. Kociss dice a Bascom che è stato Geronimo a commettere l'attacco, ma Bascom lo accusa di mentire e prende in ostaggio Nona, facendo impiccare tre indiani, tra cui il fratello di Kociss, Piccolo Alce. Mentre Kociss è in lutto e si prepara a vendicarsi, Mescal Jack si reca da lui con la scusa di avvertirlo di un attacco dell'esercito, ma Kociss lo mette a morte.
Il fidato sergente Bernard di Colton lo informa della situazione, facendo sì che Colton chiuda Fort Buchanan e si prepari a trasferire tutti, compresi Mary e Baylor, a Fort Sheridan, una postazione più sicura, ma sita ad una certa distanza. Dalle colline lungo il sentiero Kociss e Geronimo osservano il corteo e, mentre inizia la sparatoria, Baylor, ferito, si dirige verso le postazioni degli indiani, urlando di essere loro amico, ma Geronimo lo uccide. Colton e il sergente Bernard usano i cannoni della spedizione per sbaragliare i guerrieri, mentre Kociss trova Nona, che è stata ferita, e la porta ai carri in modo che il dottor Carter possa curarla. Geronimo definisce Kociss un leader debole, ma in un combattimento uno contro uno Kociss vince e, invece di uccidere Geronimo, lo bandisce. Nasce il figlio di Nona e la donna regala alla sua amica Mary un prezioso braccialetto Apache. Colton e Mary si guardano con affetto e Kociss dice loro che è arrivato il momento della pace, mentre si allontana con Nona.

## Produzione
Si uniscono gli eventi del Bascom Affair (evento chiave nella guerra Apache del 1861) e della battaglia dell'Apache Pass del 1862 (la prima volta in cui gli indiani incontrarono una moderna artiglieria) nel territorio confederato dell'Arizona.
Il film, diretto da George Sherman su una sceneggiatura e un soggetto di Gerald Drayson Adams, fu prodotto da Leonard Goldstein per la Universal International Pictures e girato a Moab nello Utah.

## Distribuzione
Il film fu distribuito con il titolo The Battle at Apache Pass negli Stati Uniti dall'aprile del 1952 al cinema dalla Universal Pictures.
Alcune delle uscite internazionali sono state:
- in Svezia il 24 marzo 1952 (Arizonas röde hövding)
- negli Stati Uniti il 9 maggio 1952 (New York City, New York)
- in Danimarca l'11 luglio 1952 (Det røde pas)
- in Finlandia il 29 agosto 1952 (Taistelu Apassisolassa)
- in Germania Ovest il 5 dicembre 1952 (Die Schlacht am Apachenpaß)
- in Austria nel gennaio del 1953 (Die Schlacht am Apachen-Pass)
- in Portogallo il 27 febbraio 1956 (Cochise)
- in Brasile (O Levante dos Apaches)
- in Francia (Au mépris des lois)
- in Norvegia (Kampen om Apachepasset)
- in Grecia (Oi treis aghones)
- in Spagna (Paz rota)
- in Italia (Kociss, l'eroe indiano)

## Critica
Secondo il Morandini il film è un "convenzionale western con buoni-cattivi, cavalleria-contro-indiani".

## Sequel
Kociss, l'eroe indiano fu seguito da Il figlio di Kociss (Taza, Son of Cochise) del 1954 di Douglas Sirk.